# بلادون
بلادون (به انگلیسی: Bladon) یک روستا و محله مدنی در بریتانیا است که در آکسفوردشر واقع شده‌است. بلادون ۸۹۸ نفر جمعیت دارد.